# Берлинская картинная галерея
Берлинская картинная галерея (нем. Berliner Gemäldegalerie) — известная картинная галерея в составе Государственных музеев Берлина и Фонда прусского культурного наследия, один из ведущих художественных музеев Европы, расположенный в берлинском Культурфоруме к западу от Потсдамской площади и обладающий великолепной коллекцией полотен XIII—XVIII вв. В коллекции галереи собраны признанные шедевры мировой живописи кисти таких мастеров, как: Альбрехт Дюрер, Лукас Кранах Старший, Боттичелли, Рафаэль, Тициан, Караваджо, Босх, Брейгель, Петер Пауль Рубенс и Рембрандт. Открыта в 1830 году и реконструирована в 1998 году. С 1890 года картинной галереей управлял выдающийся историк искусства и музейный деятель Вильгельм фон Боде, c 1904 года — Макс Фридлендер.

## Здание галереи

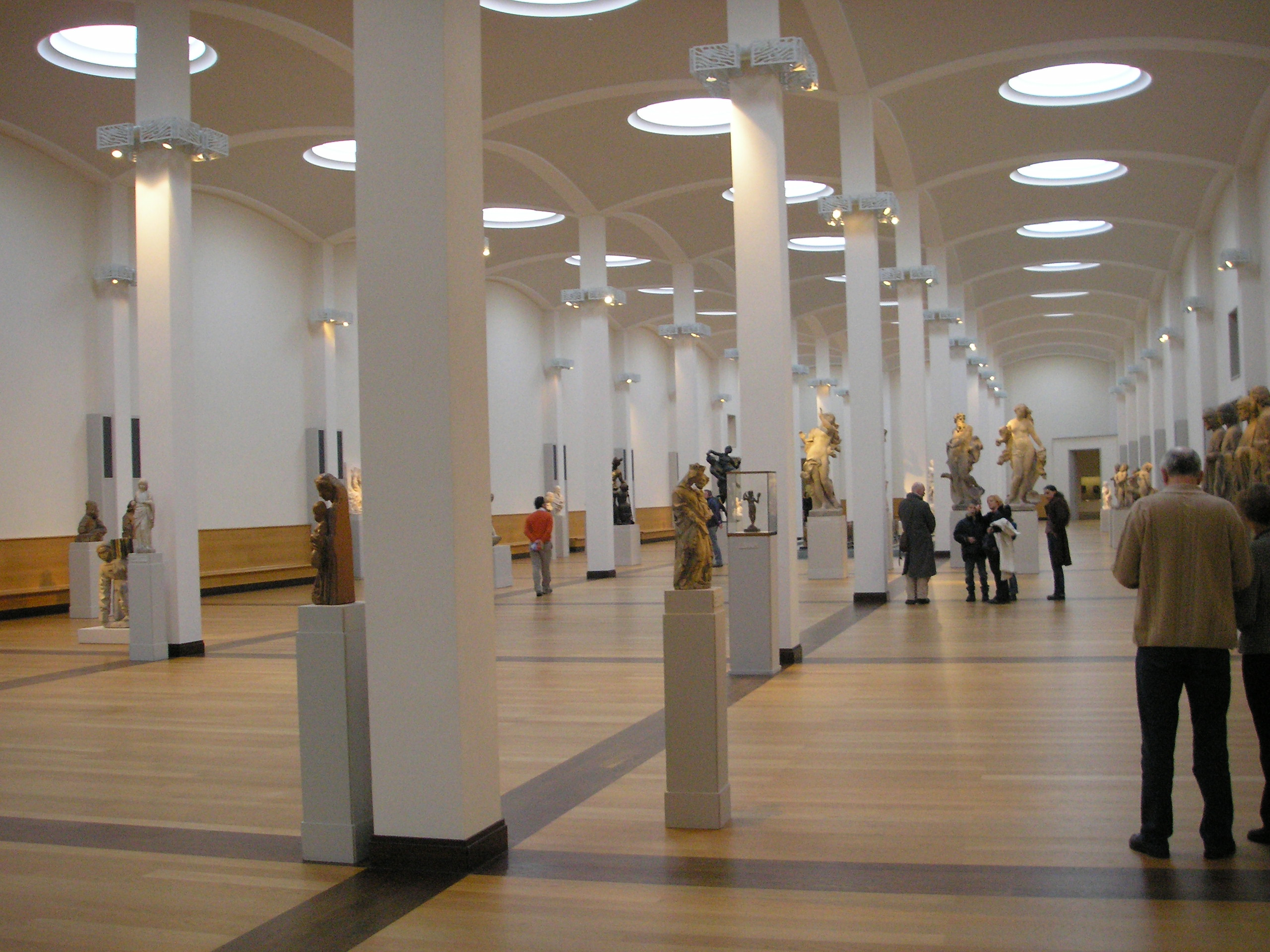
Главное фойе Берлинской картинной галереи

С 1998 г. Берлинская картинная галерея размещается в специально построенном для неё здании в Культурфоруме. В проект нового музейного здания, выполненный архитекторами Хайнцем Хильмером, Христофом Заттлером и Томасом Альбрехтом, была включена вилла издателя Пауля Парея. Северный фасад прямоугольного здания слегка выдвинут вперёд. Плотно собранные терракотовые пластины и облицованный рустикой цоколь фасада навеяны итальянским Ренессансом и прусским классицизмом. В центре здания находится главное фойе с двумя рядами колонн, плоским сводом и 32 стеклянными куполами, украшенный фонтаном «Серия 5-7-9» американского художника-концептуалиста Уолтера Де Марии. Фойе окружают подковой 72 выставочных зала и кабинета на двух этажах, освещаемые естественным верхним светом. Их общая площадь составляет 7000 м²., посетители проходят по залам музея около двух километров, площадь стен, на которых размещаются около 900 полотен, составляет 1800 погонных метров. Ещё 400 картин демонстрируются в двенадцати залах «Эскизной галереи» на цокольном этаже здания. Для придания художественной целостности 150 картин из собрания Берлинской картинной галереи были переданы в экспозицию Скульптурного собрания и Музея византийского искусства в открывшемся в 2006 г. после реконструкции Музее Боде.
Решение о строительстве здания для картинной галереи было принято в 1986 г. и по первоначальному плану было предназначено для размещения коллекции картин из Берлина-Далема. В 1991 г. после объединения собраний живописи из Далема в Западном Берлине и Музейного острова в Восточном Берлине стало очевидным, что выставочных площадей в спроектированном здании недостаточно для того, чтобы достойно представить увеличившиеся вдвое музейные фонды. Однако здание было всё-таки возведено по имевшемуся проекту: нужно было как можно скорее провести объединение коллекций, сэкономить время и деньги на новый архитектурный проект и освоить уже утверждённый бюджет. Чтобы как можно подробнее представить объединённую коллекцию, по примеру Лондонской Национальной галереи было принято решение разместить в цокольном этаже не реставрационные мастерские, как планировалось изначально, а «Эскизную галерею», в которой будут работать сменные выставки, знакомящие с другими известными экспонатами музея.

## Коллекция
В картинной галерее в настоящее время хранится более 3500 картин (из них 2900 из собственных фондов) и 3000 оригинальных картинных рам, разбитых в настоящее время на десять отделов:
- Немецкая живопись XIII—XVI вв.
- Немецкая живопись XVII—XVIII вв.
- Нидерландская живопись XIV—XVI вв.
- Фламандская живопись XVII в.
- Нидерландская живопись XVII в.
- Итальянская живопись XIII—XVI вв.
- Итальянская живопись XVII—XVIII вв.
- Испанская живопись XV—XVIII вв.
- Французская живопись XV—XVIII вв.
- Английская живопись XVIII в.

### Картины во временном пользовании
Помимо собственных фондов, в Берлинской картинной галерее поручено управление рядом коллекций живописи, среди которых самой крупной является собрание Музейного фонда кайзера Фридриха. Кроме этого, во временном пользовании галереи находятся картины из Фонда Штрайта, коллекции Липперхайде, принадлежащей Библиотеке искусств Государственных музеев Фонда прусского наследия, коллекции Федеративной Республики Германия, Государственной библиотеки Государственных музеев Фонда прусского наследия.
В галерее демонстрируются целый ряд картин, предоставленных во временное пользование неназванными частными коллекционерами. В особенности после переезда галереи в «Культурфорум» в её экспозиции появилось огромное количество картин из частных коллекций, в частности, работ Хендрика Тербрюггена, Виллема Бёйтевеха, Якоба ван Рёйсдала, Адриана ван дер Верффа, Филипса Вауэрман, Жана-Батиста Патера и Питера Брейгеля Старшего.

### Экспозиция в Музее Боде

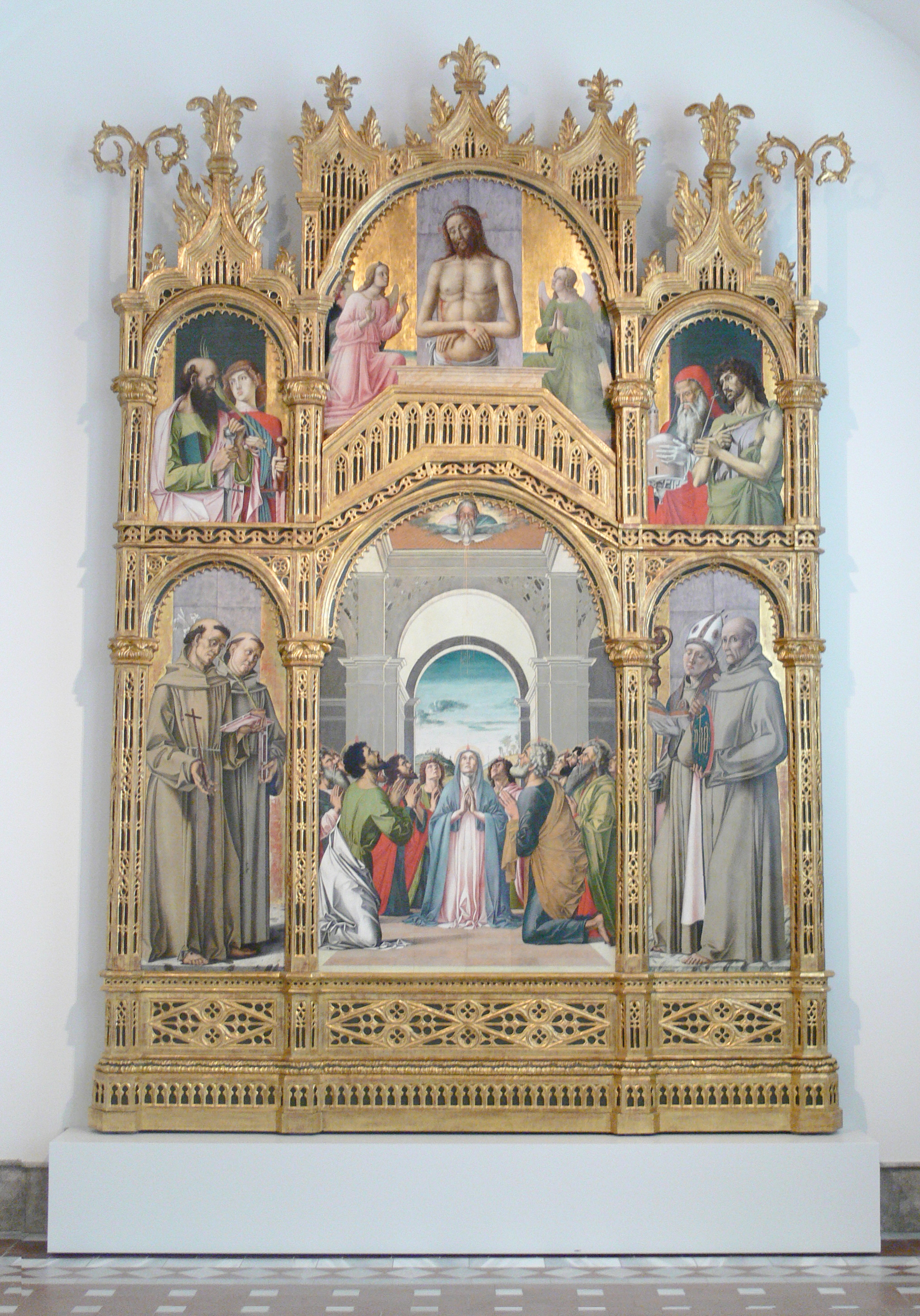
Альвизе Виварини. Алтарь Троицы. Ок. 1478. Музей Боде. Берлин

Помимо здания в Культурфоруме картины из фондов Берлинской картинной галереи с октября 2006 года представлены в обширной экспозиции в Музее Боде. Произведения по большей части из запасников галереи, переданные в постоянную экспозицию Скульптурного собрания, вносят свою лепту в изложение истории живописи Старого Света.
Как и в основной экспозиции, в Музее Боде особое внимание уделено произведениям итальянской, старой голландской и старой немецкой живописи. Центральное место занимают «фрески Тьеполо» из виллы Панигаи, созданные предположительно совместно двумя Тьеполо — Джованни Баттиста и Джованни Доменико. За ними следуют приписываемая Паоло Уччелло «Мария и дитя», «Оплакивание Христа» Джованни Беллини, «Алтарь Троицы» Альвизе Виварини, «Шахматисты» Париса Бордоне, «Геркулес на распутье» Никколо Соджи, несколько портретов работы Алессандро Аллори, по одной алтарной панели Франческо Вечеллио и Джироламо даи Либри, «Портрет Бенедетто де Медичи» Джорджио Вазари, «Пророк Билеам в пути» Луки Джордано и «Ной во хмелю» Андреа Сакки. Старые голландские мастера представлены в коллекции работами как известных, так и безымянных художников, в том числе работами Михеля ван Кокси, известного своими копиями шедевров великих художников, а также Альберта Боутса и Госвина ван дер Вейдена. Старые немецкие художники представлены картиной «Адам и Ева» Лукаса Кранаха Старшего, двумя портретами кисти Георга Пенца и «Портретом мужчины» Йоахима Мартина Фальбе. Следует также упомянуть работы Фердинанда Бола, Корнелиса Гарлемского и Юбера Робера.
В экспозиции Музея Боде представлены картины из собственных фондов галереи, а также картины, переданные во временное пользование Музейным фондом кайзера Вильгельма.

## Галерея

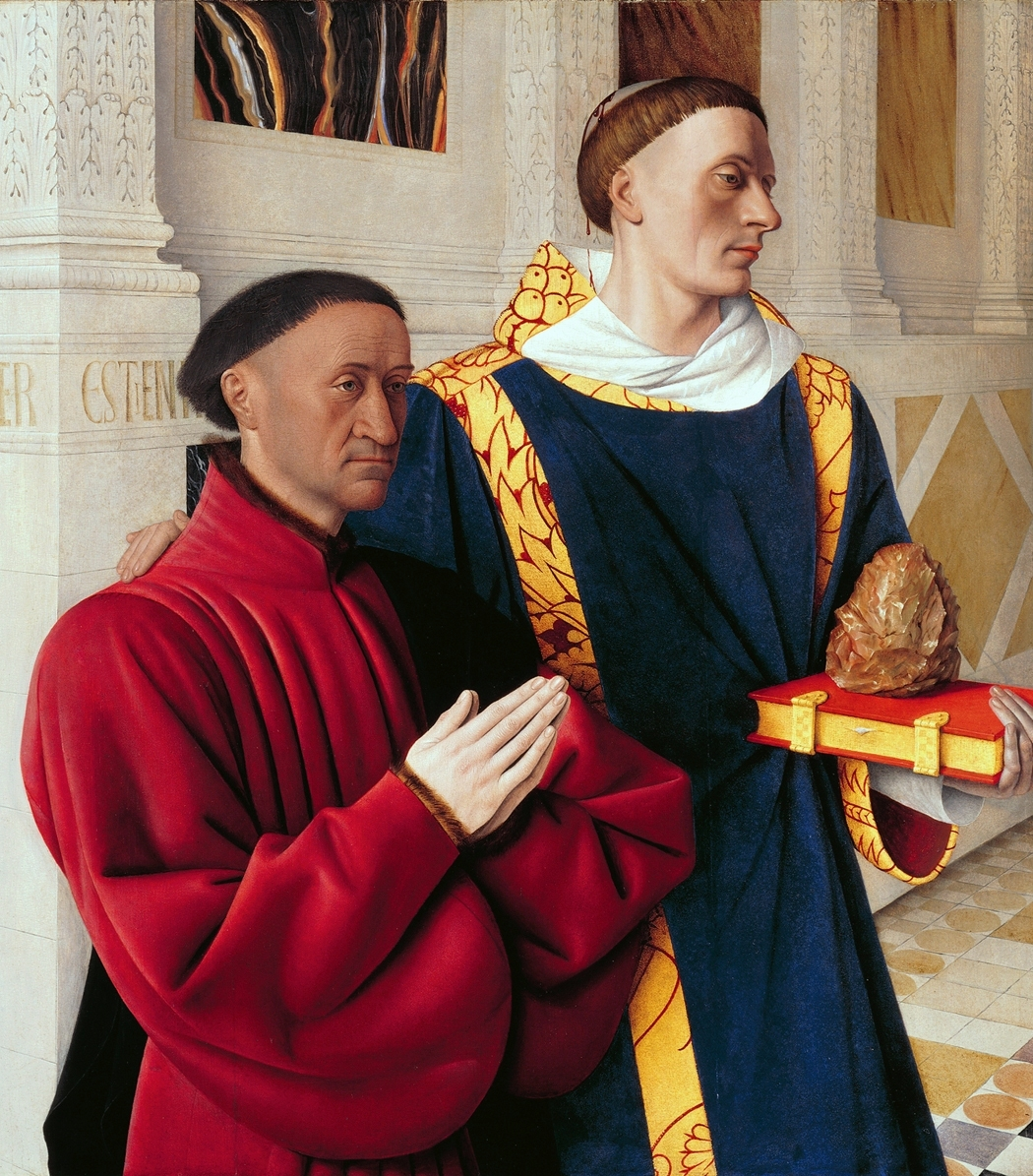
«Этьен Шевалье и святой Стефан», Жан Фуке, ок. 1450
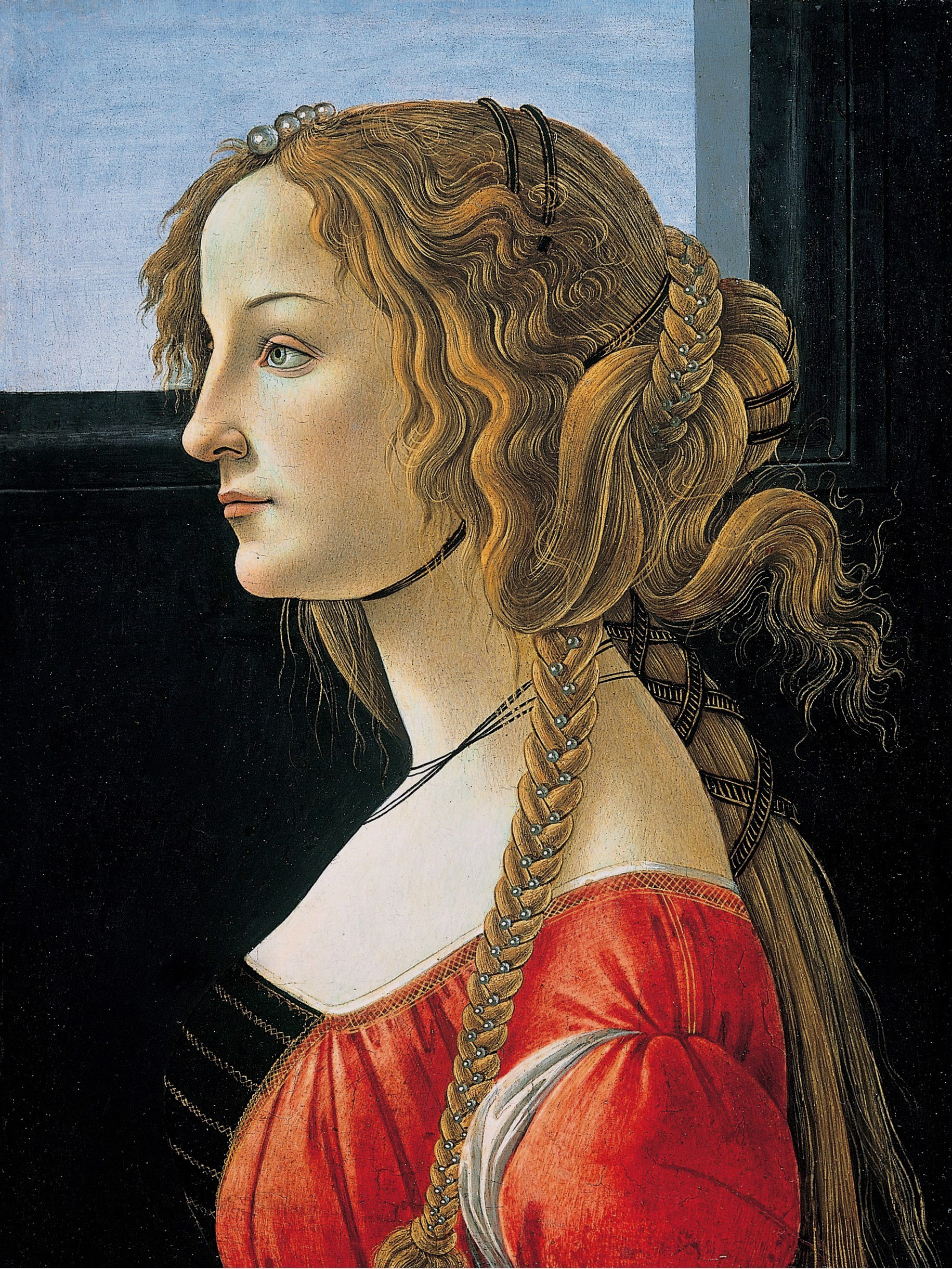
«Портрет Симонетты Веспуччи», Сандро Боттичелли, ок. 1476-1480
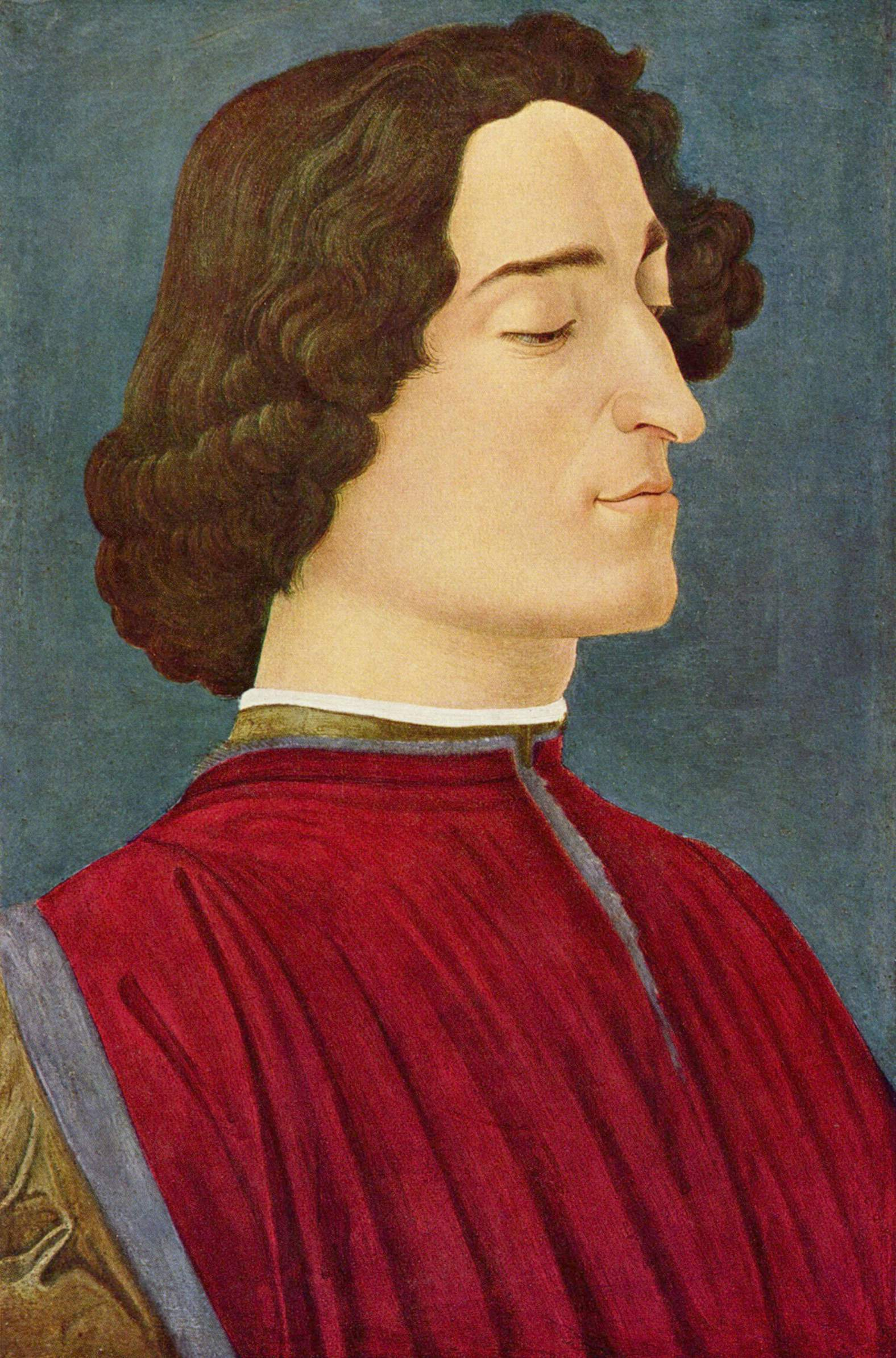
«Портрет Джулиано Медичи», Сандро Боттичелли, ок. 1478
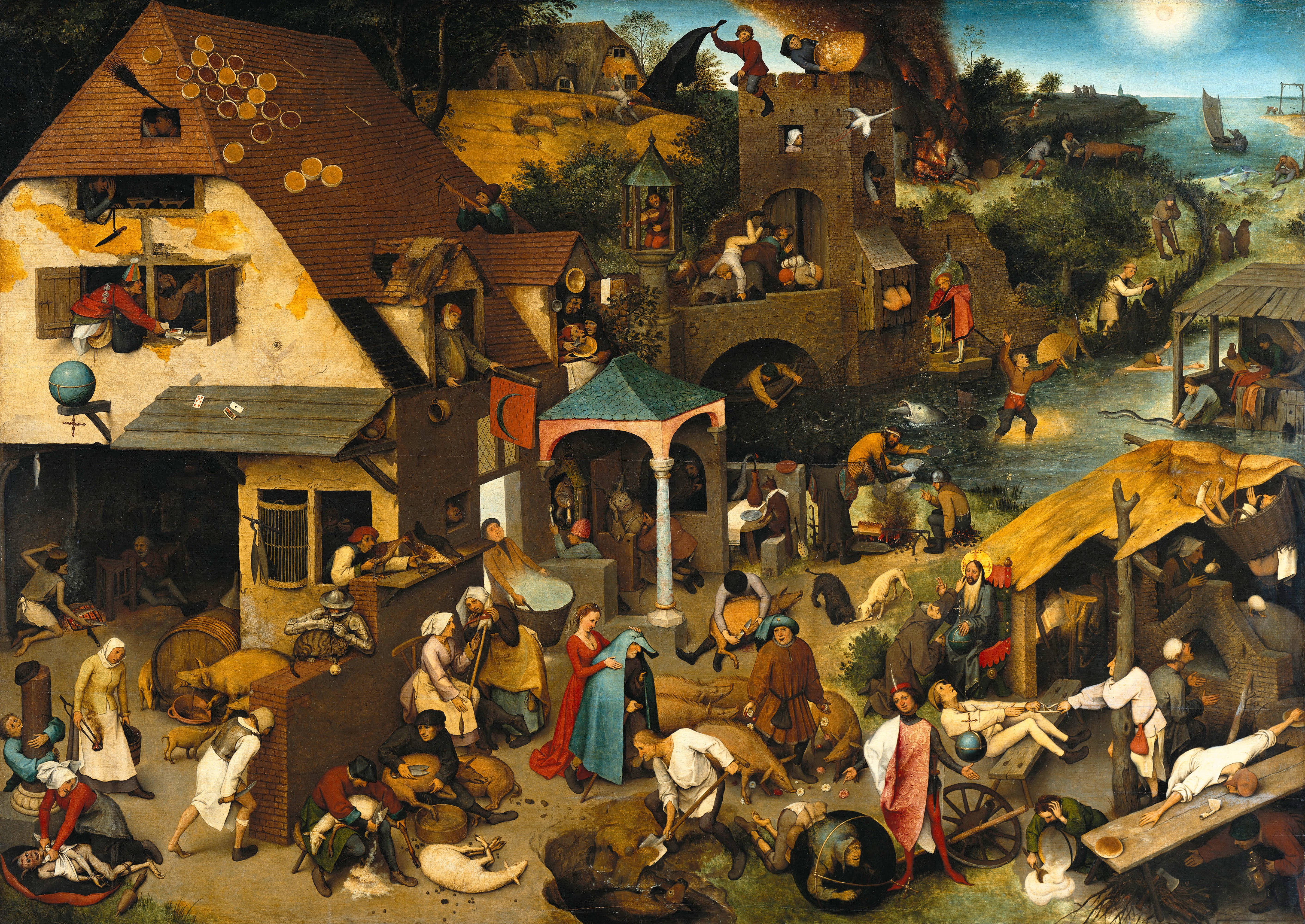
«Нидерландские пословицы», Питер Брейгель, 1559
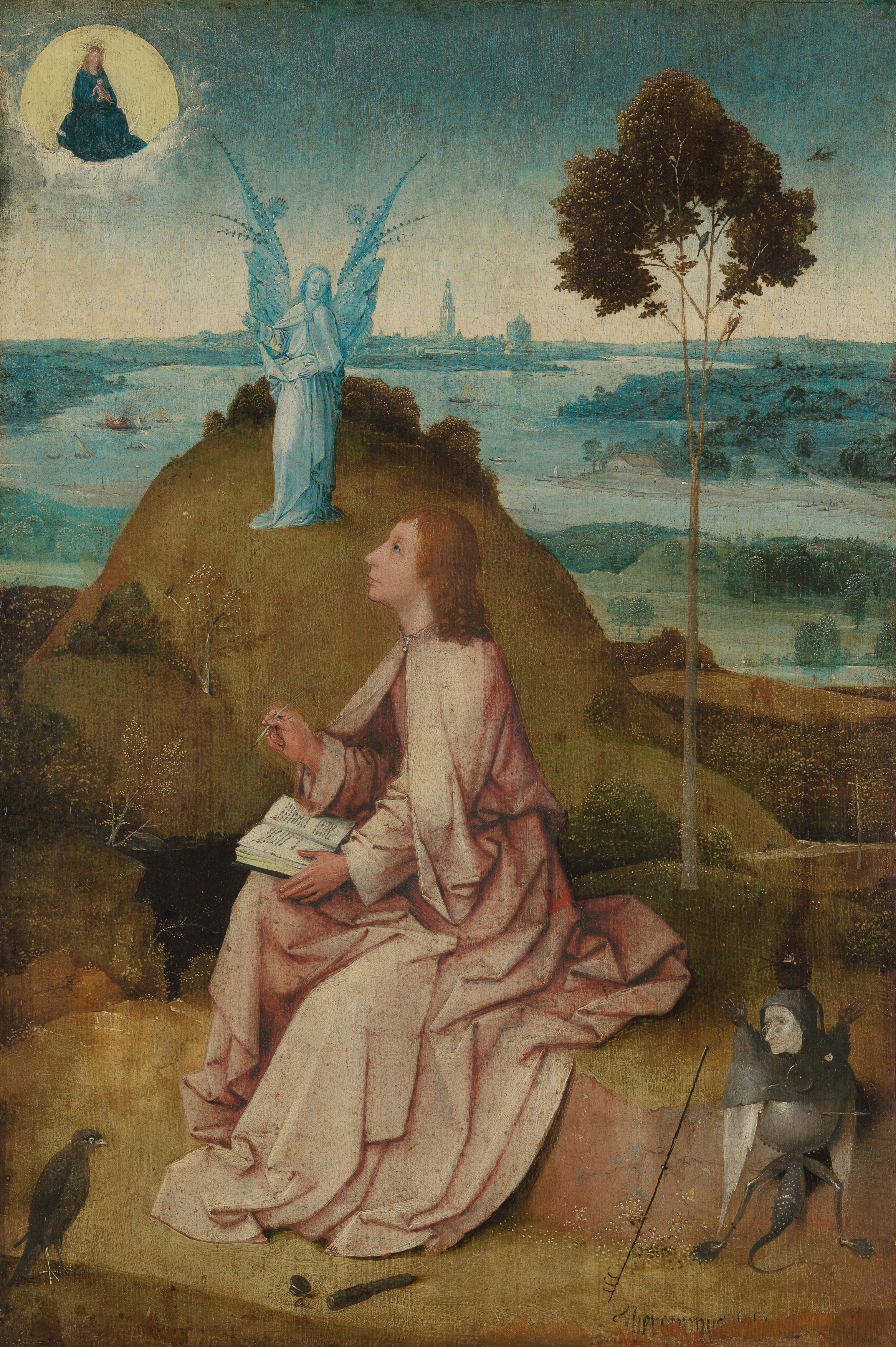
«Св. Иоанн на Патмосе», Иероним Босх, 1504-1505
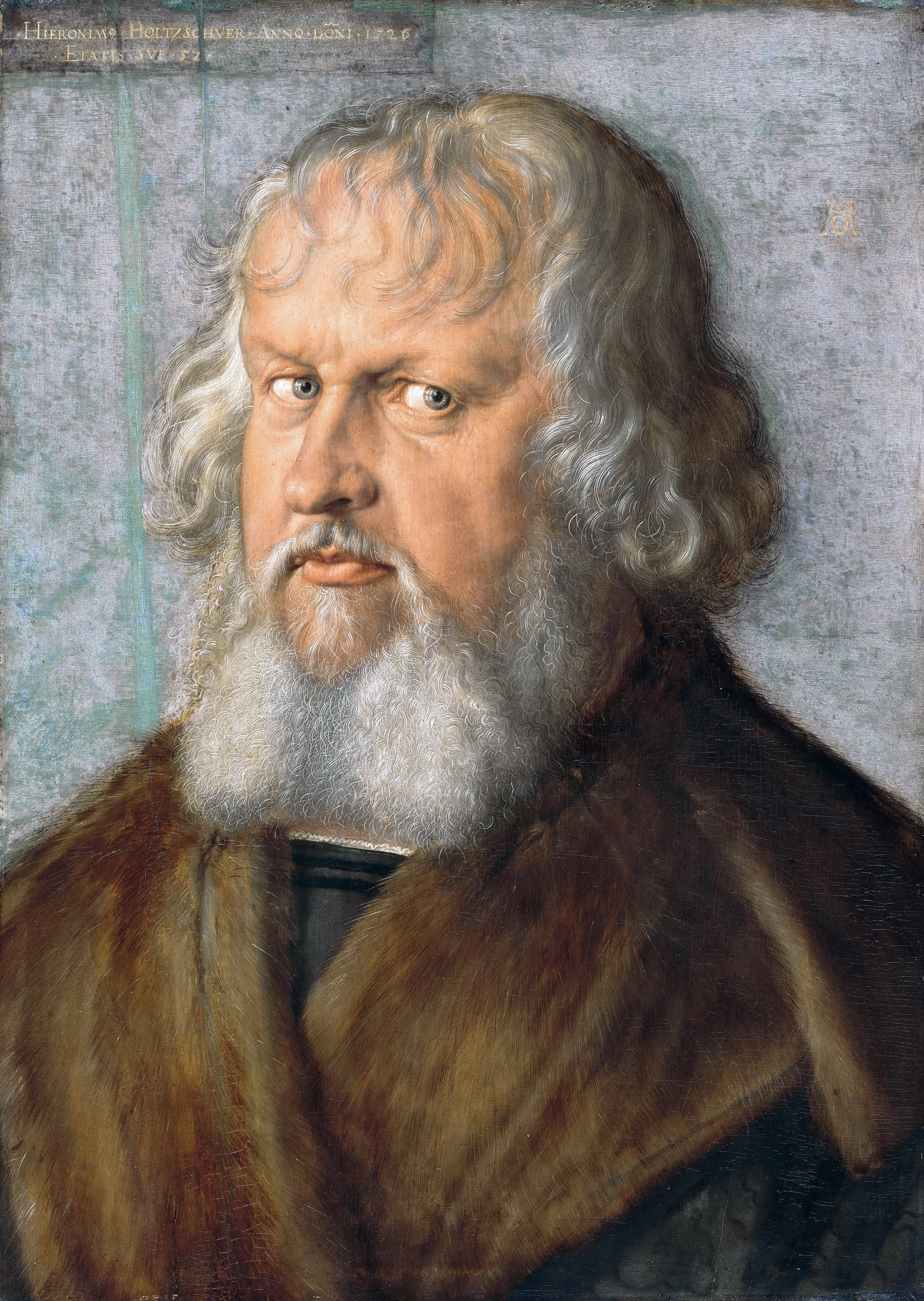
«Портрет Иеронима Хольцшуэра», Альбрехт Дюрер, 1526
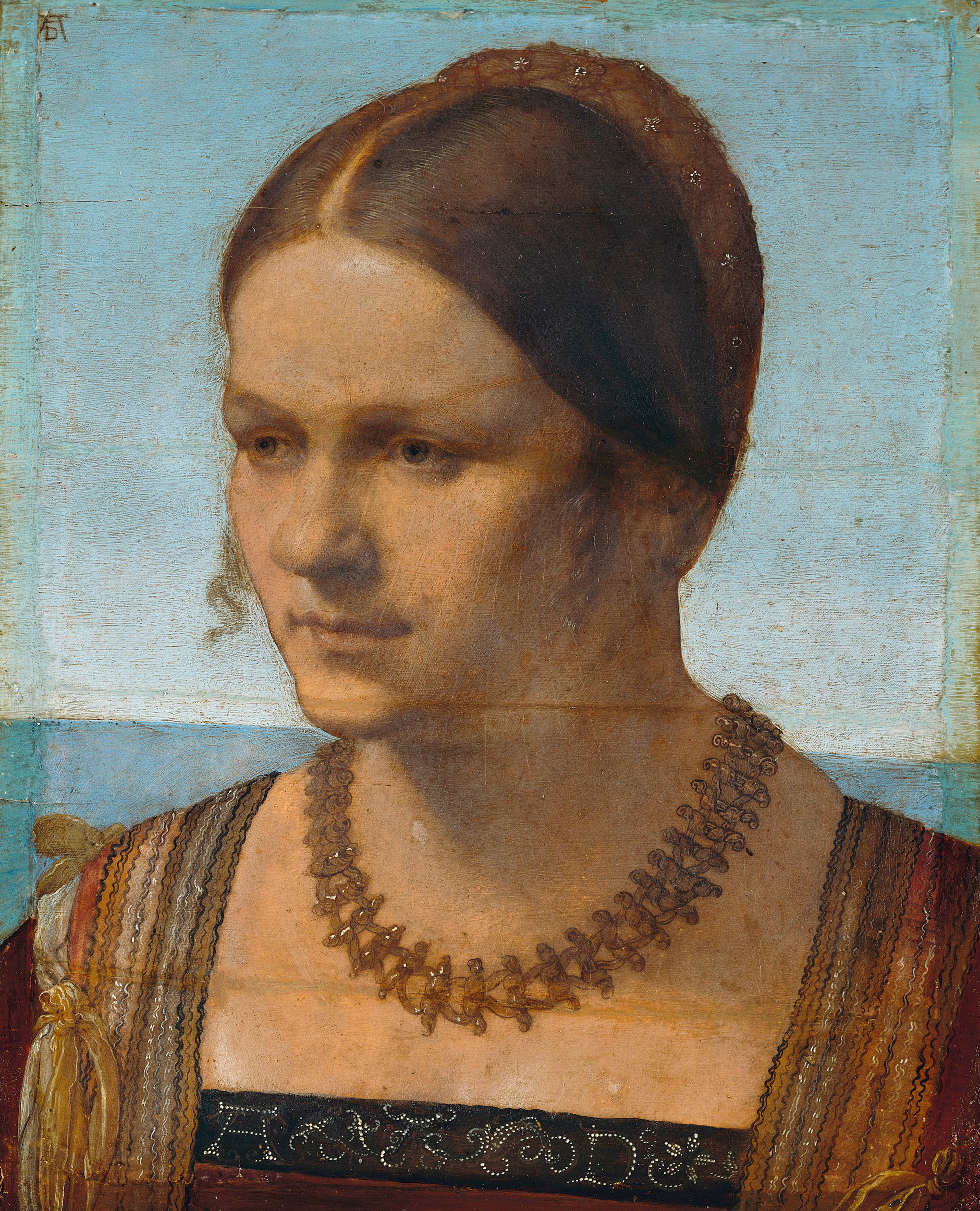
«Портрет молодой женщины», Альбрехт Дюрер, ок. 1506
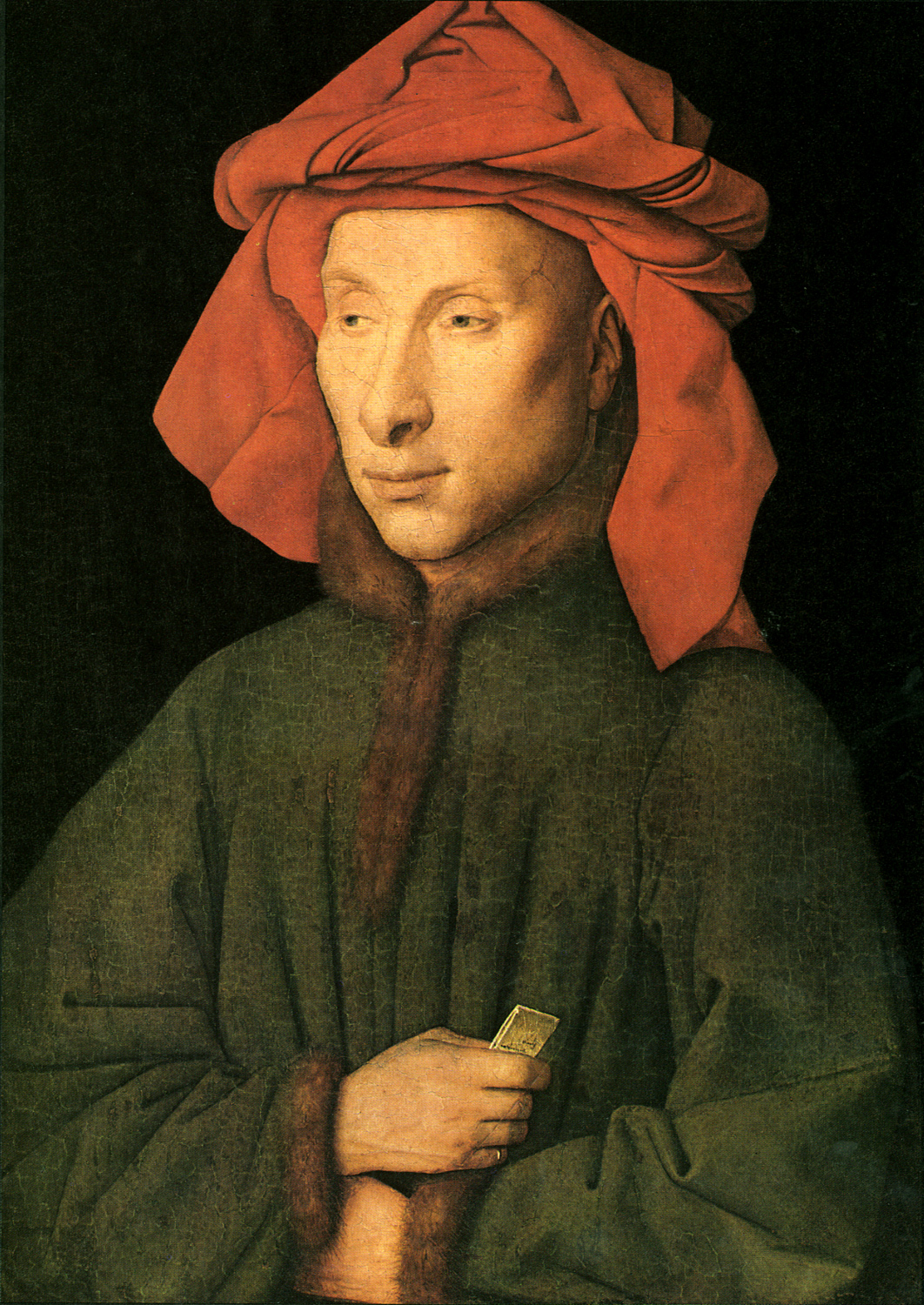
«Портрет Джованни Арнольфини», Ян ван Эйк, ок. 1435
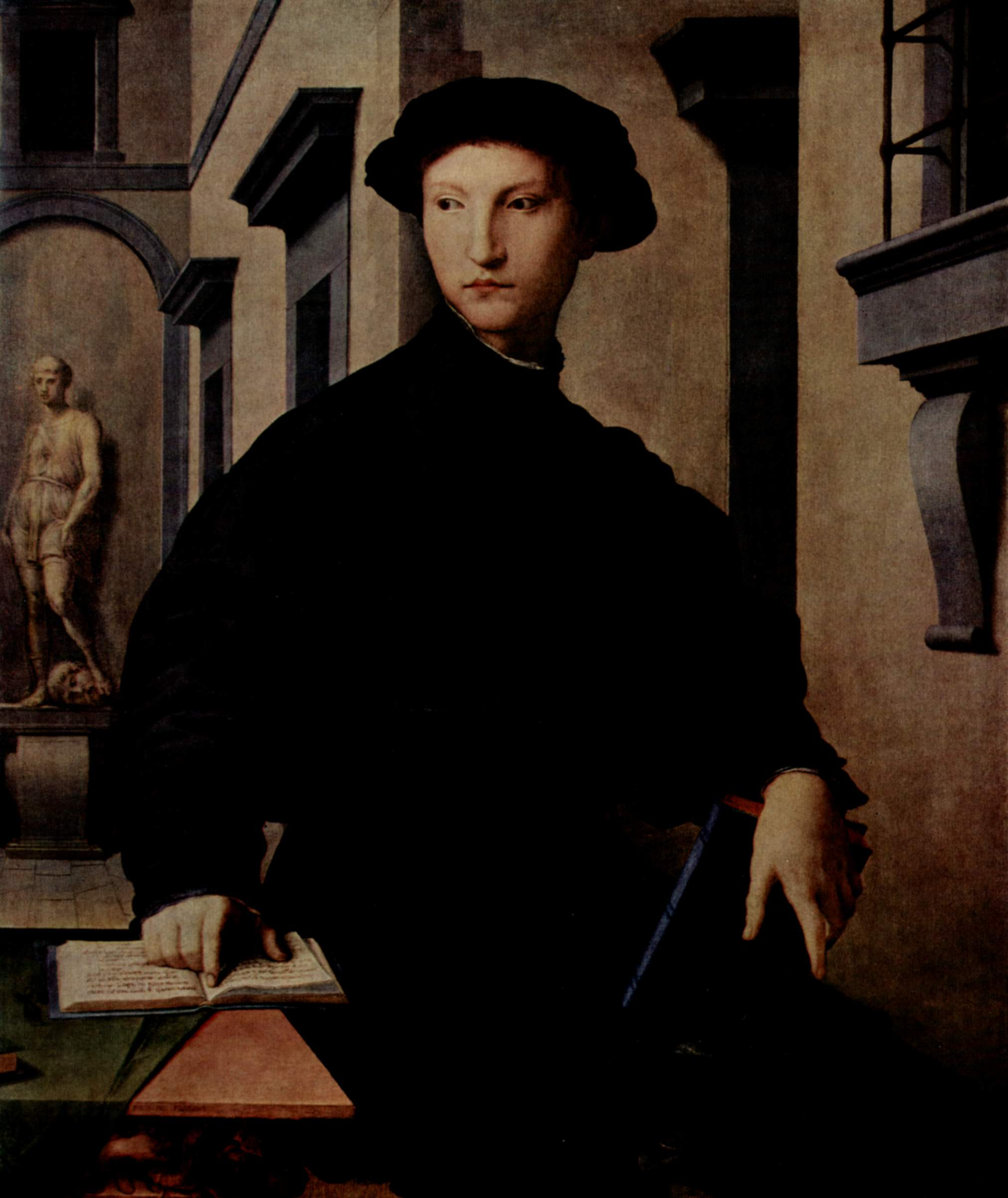
«Портрет Уголино Мартелли», Аньоло Бронзино, 1535-1538
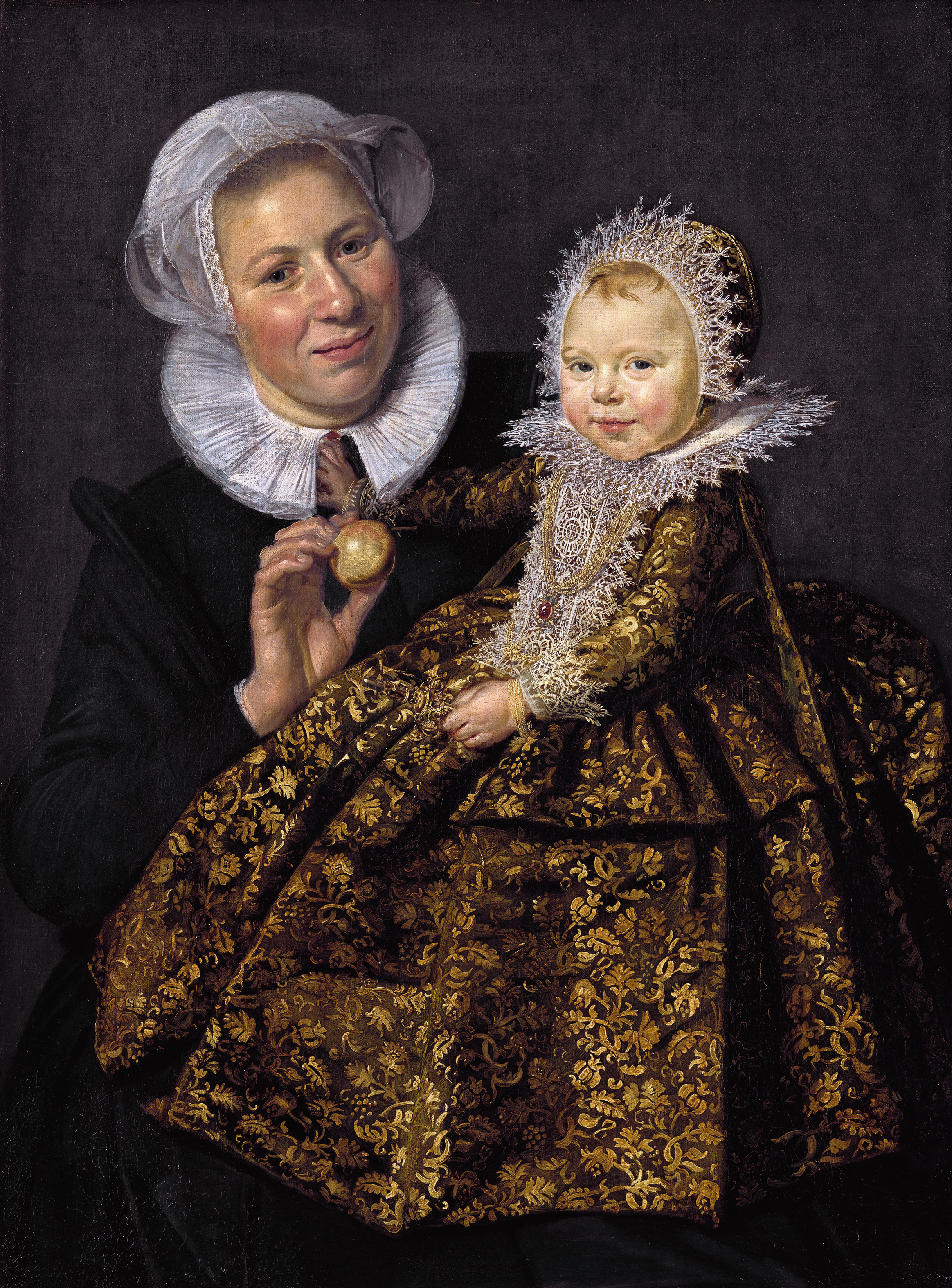
«Кормилица с ребёнком», Франс Халс, 1620
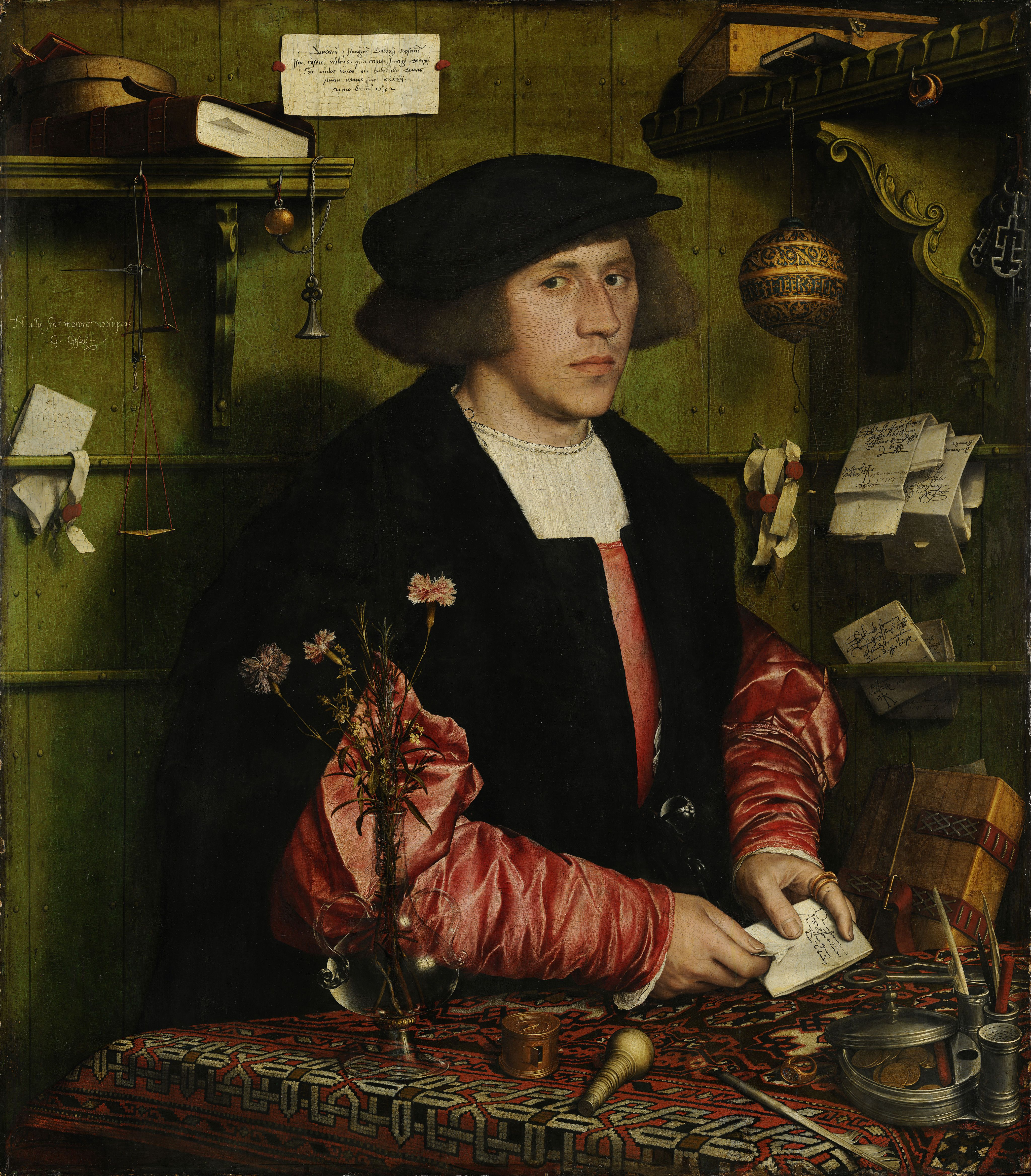
«Портрет Георга Гизе», Ганс Гольбейн Младший, 1532
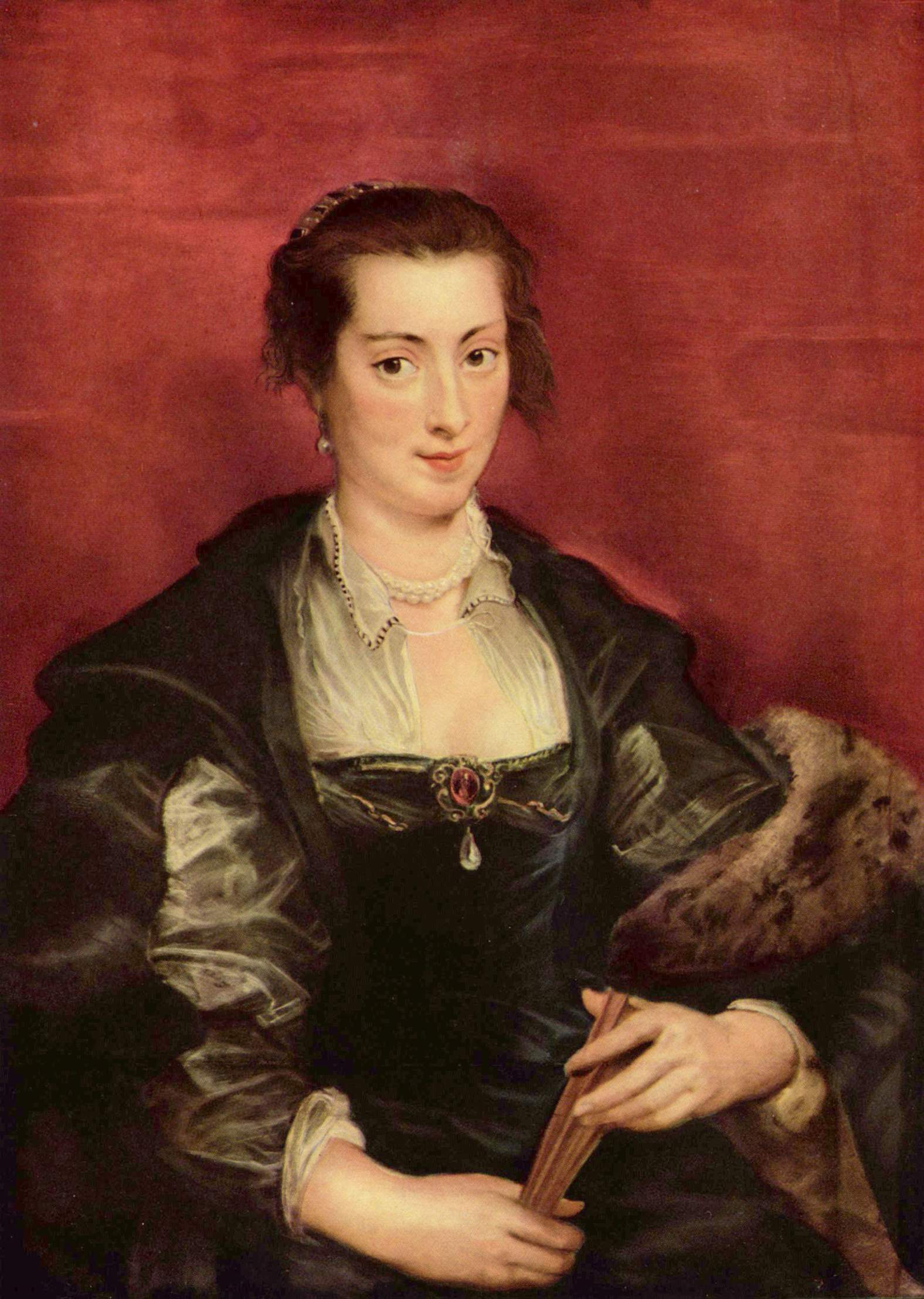
«Портрет Изабеллы Брант», Питер Пауль Рубенс, ок. 1610
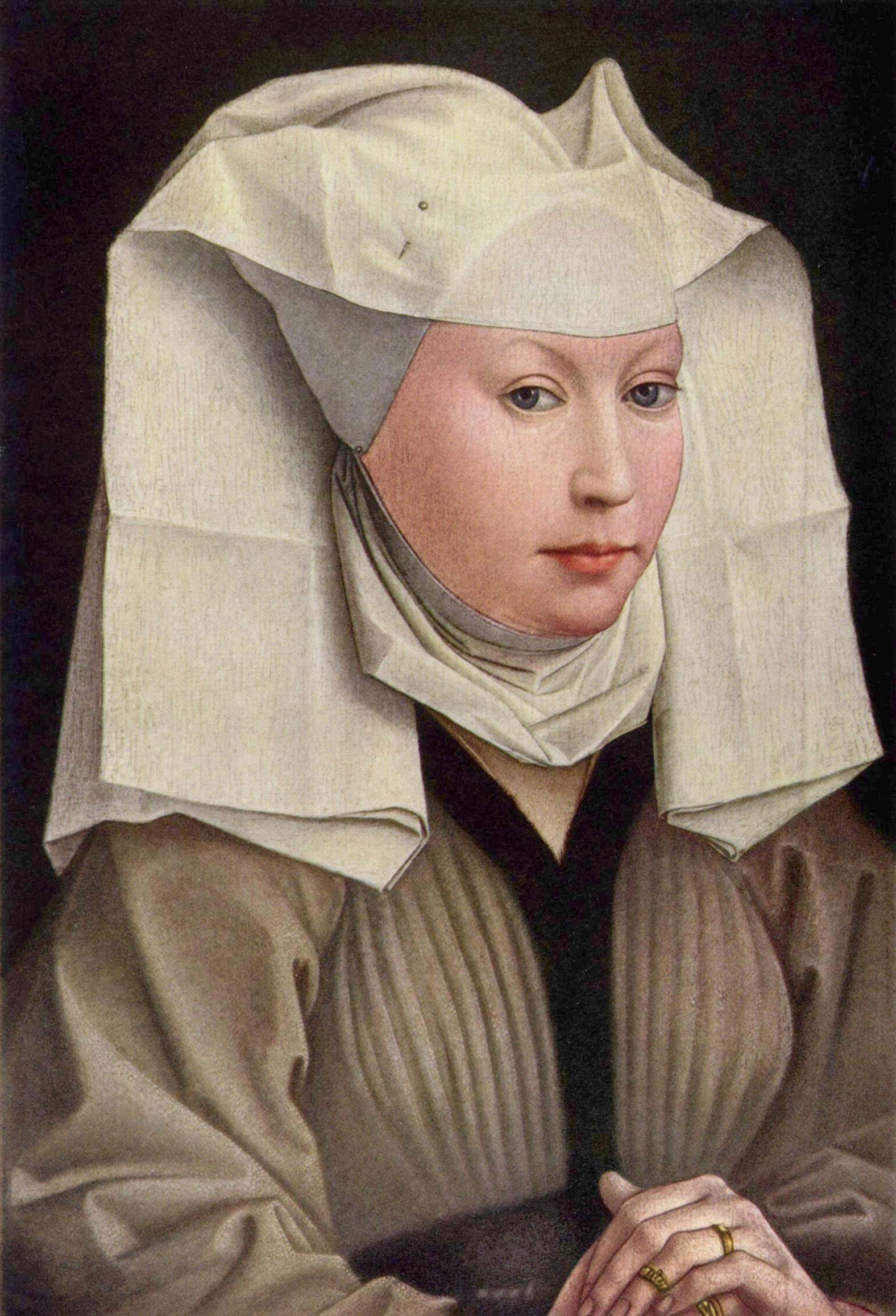
«Портрет женщины», Рогир ван дер Вейден, ок. 1430
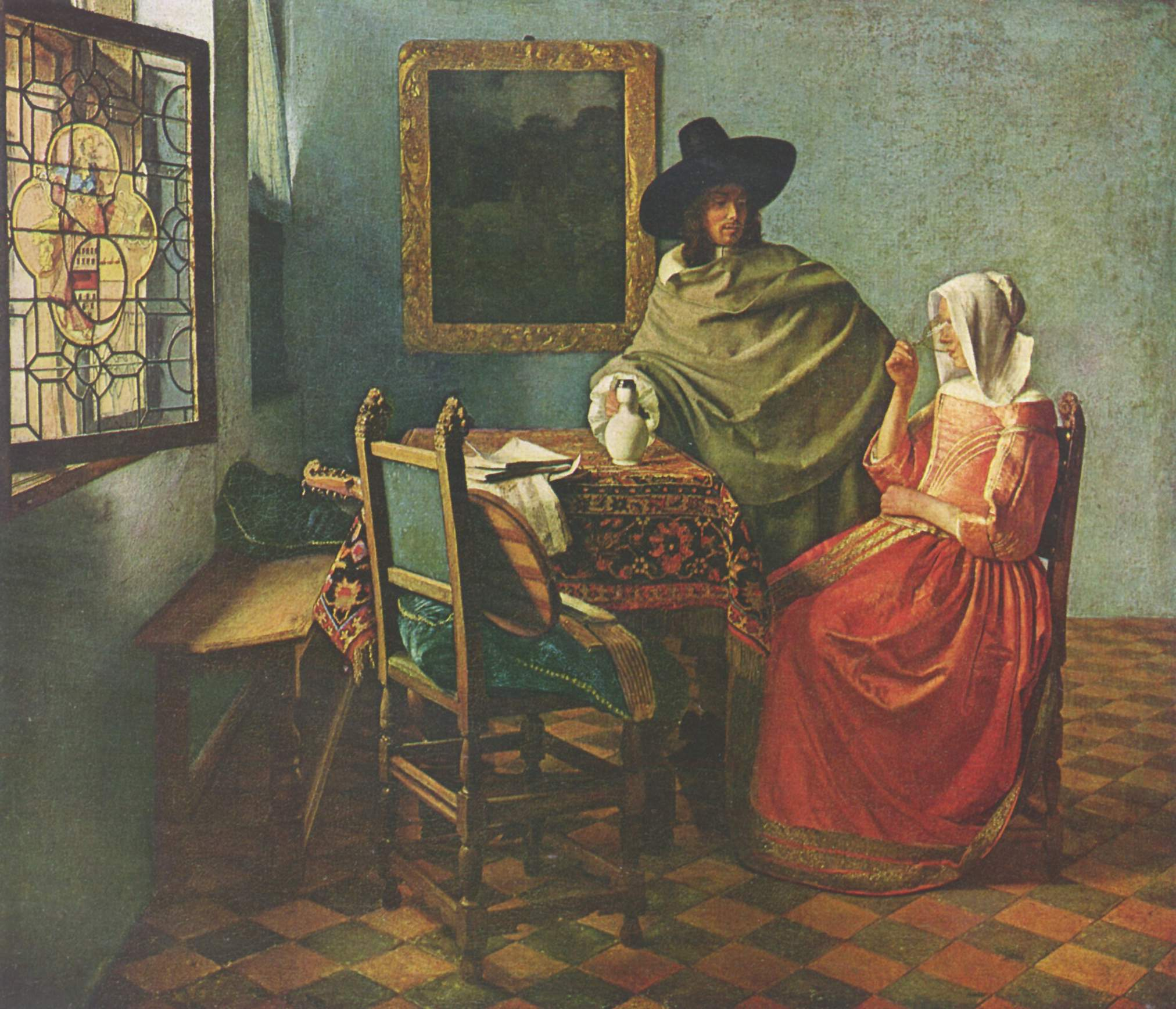
«Бокал вина», Ян Вермеер, 1660-1661
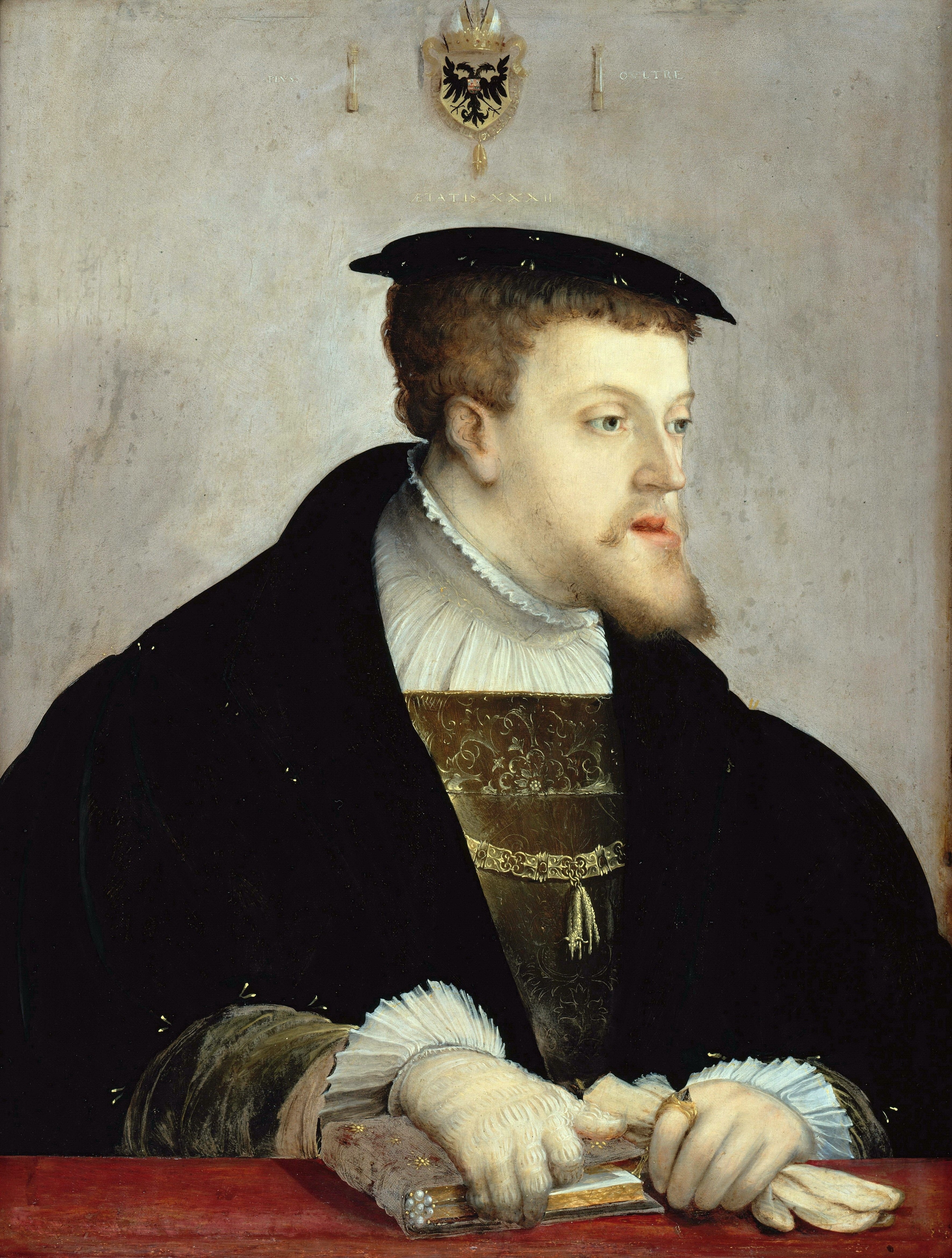
«Портрет императора Карла V», Христоф Амбергер, 1532
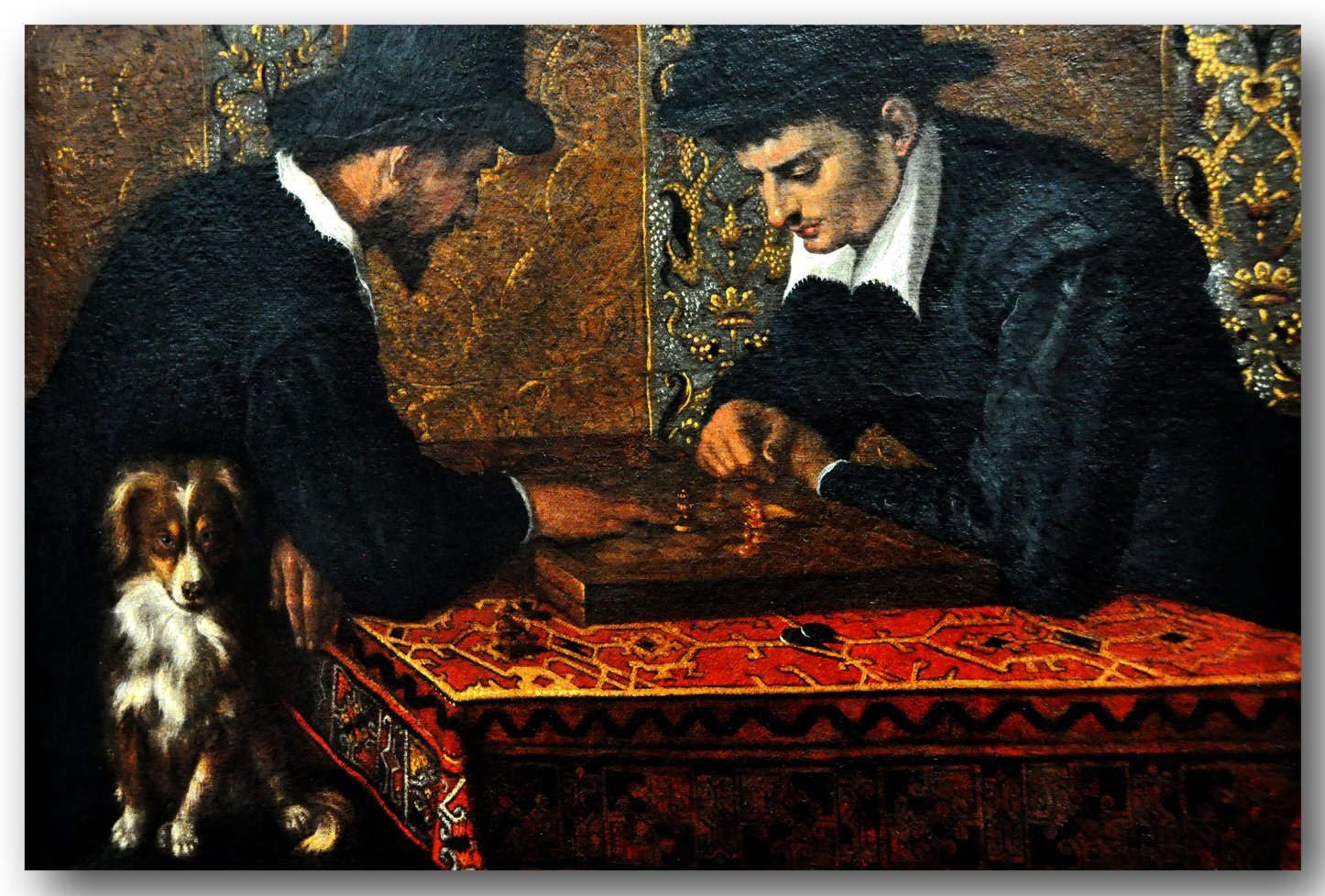
«Игроки в шахматы», Лодовико Карраччи, 1590
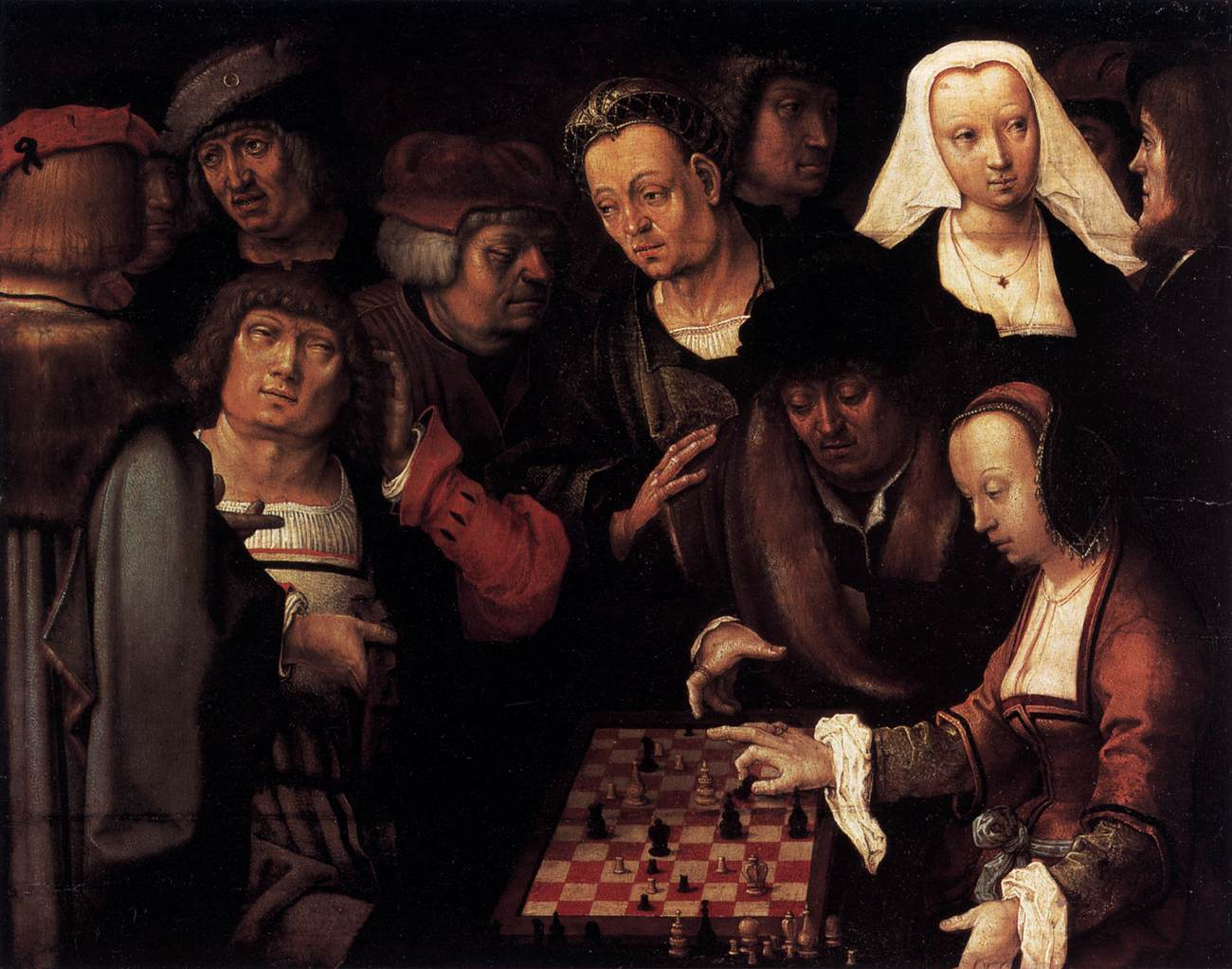
«Игра в шахматы», Лукас ван Лейден, ок. 1508